# 1788年—1789年美国总统选举康涅狄格州选情
1788年—1789年美国总统选举在1788年12月15日至1789年1月10日期间举行，在此次选举中康涅狄格州的选举人团由议会选出，再由他们投出总统。康涅狄格州于1788年1月9日成为美国第五个州，在第一次总统选举中一致将七张选举人票投给了乔治·华盛顿。

## 选举人
在此次选举中塞繆爾·亨廷頓、理查德·劳、马修·格里斯沃尔德、埃拉斯特斯·沃尔科特、撒迪厄斯·伯尔、杰迪代亚·亨廷顿以及奥利弗·沃尔科特担任选举人。

## 引用著作
- Jensen, Merrill; Becker, Robert (编).  1. University of Wisconsin Press. 1976. ISBN 0299066908.